# Zyklon Idai
Zyklon Idai war der elfte tropische Sturm und siebte Zyklon der Zyklonsaison im Südwestindik 2018–2019. Der Sturm verursachte bereits als tropische Depression über Land schwere Überschwemmungen in Malawi, wo 60 Menschen umkamen, und in Mosambik. Idai zog über die Straße von Mosambik und intensivierte sich dabei. Der Sturm berührte die Küste von Madagaskar, änderte dann erneut abrupt seine Zugbahn und überquerte die Straße von Mosambik nun in südwestlicher Richtung. Dabei intensivierte sich der Zyklon weiter und erreichte mit einem minimalen zentralen Luftdruck von 940 hPa und zehnminütig andauernden Windgeschwindigkeiten von 195 km/h seinen Höhepunkt. Beim Landfall – etwa im Gebiet der Halbmillionenstadt Beira – war Idai der stärkste Zyklon seit Jokwe im Jahr 2008, der auf Mosambik getroffen ist.
Von den Folgen des Zyklons waren mehrere Millionen Menschen betroffen, vor allem in Mosambik und Simbabwe. Es gab mehr als 1000 Todesopfer. Damit gehört Zyklon Idai neben zwei unbenannten Zyklonen von 1892 und 1973 zu den drei opferreichsten tropischen Wirbelstürmen auf der Südhalbkugel seit Beginn verlässlicher Wetterbeobachtungen.

## Sturmverlauf

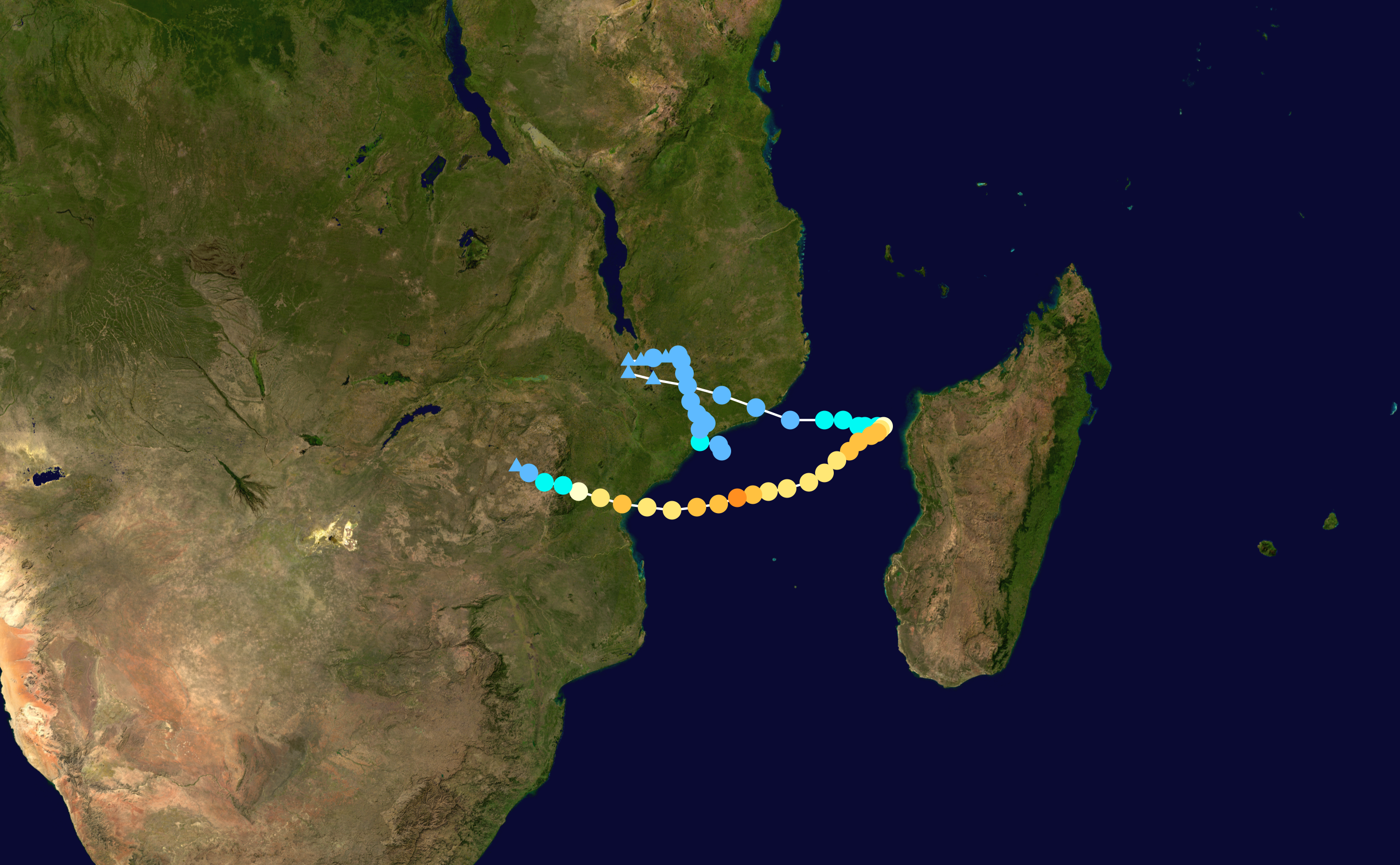
Zugbahn von Zyklon Idai

Am 4. März stellte das Büro von Météo-France in Réunion (MFR) als zuständiges Centre météorologique régional spécialisé fest, dass sich vor der Küste von Mosambik eine tropische Depression gebildet hatte, die danach die Bezeichnung Tropische Depression 11 erhielt. Die Depression zog langsam westwärts und überquerte die Küste Mosambiks einige Stunden später, noch am selben Tag. Die Depression konnte ihren Status als tropisches Tiefdruckgebiet während ihres gesamten Verweilens über dem afrikanischen Festland beibehalten. Kurz nach dem Erreichen des Festlands drehte das System auf eine nördliche Zugbahn. Im Verlauf der folgenden Tage zog die Depression in der Nähe der Grenze zwischen Malawi und Mosambik eine Schleife, bevor sie nach Osten zog und wieder das offene Wasser der Straße von Mosambik erreichte. Wieder über Wasser, stufte MFR das System am 9. März um 00:00 Uhr UTC zum tropischen Sturm hoch, und die Direction Générale de la Météorologie de Madagascar vergab den Namen Idai, nachdem sich die Konvektion deutlich organisiert hatte und Bandstrukturen entstanden waren. Etwa zu dieser Zeit gab das Joint Typhoon Warning Center (JTWC) seine erste Warnung zu dem System aus und klassifizierte es als Tropischer Zyklon 18S. Idai begann nun, sich über dem warmen Wasser in der Straße rapide zu intensivieren und erreichte vor 18:00 Uhr UTC den Status eines Zyklons. Außerdem führte das Erstarken eines subtropischen Rückens im Südwesten und eine Schwächung der Innertropischen Konvergenzzone dazu, dass sich die Zuggeschwindigkeit erhöhte. Das JTWC stufte den Zyklon zu diesem Zeitpunkt in die Kategorie 1 der Saffir-Simpson-Hurrikan-Windskala hoch.
Am 11. März gegen 12 Uhr UTC erreichte Idai laut MFR mit andauernden zehnminütigen Windgeschwindigkeiten von 175 km/h seinen anfänglichen Höhepunkt. Die interne Struktur des Zyklons hatte sich verbessert, und in Infrarotaufnahmen war ein Auge erkennbar. Das JTWC stufte Idai zu dem Zeitpunkt anhand einminütiger Windgeschwindigkeiten von 195 km/h als Kategorie-3-Zyklon ein.
Kurz darauf setzte eine Abschwächung ein, weil Idai begann, eine zyklische Eyewall-Neubildung zu durchlaufen. Außerdem änderte der Sturm abrupt seine Zugrichtung und drehte unter dem wachsenden Einfluss des subtropischen Rückens auf eine südwestliche Zugbahn.
Am 12. März um 6:00 Uhr UTC hatte sich Idai zu einem Zyklon mit andauernden zehnminütigen Windgeschwindigkeiten von 130 km/h abgeschwächt und zeigte ein schlecht definiertes Auge, weil die zyklische Eyewall-Neubildung noch nicht abgeschlossen war. Während des darauffolgenden Tags änderte sich die Intensität Idais wegen struktureller Änderungen im Kern sehr wenig, doch schlug der Zyklon eine westlicher gerichtete Zugbahn ein. Am 13. März um 18:00 Uhr UTC hatte Idai ein großes Auge gebildet und die Eigenschaften eines annularen tropischen Zyklons angenommen. Sechs Stunden später erreichte Idai mit zehnminütigen Windgeschwindigkeiten von 195 km/h und einem minimalen zentralen Luftdruck von 940 hPa seinen Höhepunkt. Zu dieser Zeit meldete auch das JTWC, dass Idai die Spitzenintensität erreicht habe, und gab die einminütige andauernde Windgeschwindigkeit mit 205 km/h an. Schon kurz darauf begann sich Idai wegen niedrigerer Wasseroberflächentemperaturen und einsetzender vertikaler Windscherung abzuschwächen, während der Zyklon sich der Küste Mosambiks näherte. Am 15. März um 00:00 Uhr UTC meldete Météo-France, dass Idai bei Beira mit andauernden zehnminütigen Windgeschwindigkeiten von 165 km/h die Küste überquerte. Kurz darauf gab das JTWC seine letzte Warnung zu dem Zyklon aus und begründete das damit, dass die Konvektion in der Augenwand erloschen und die Wolkenspitzen sich erwärmt hatten. Idai schwächte sich nach dem Landfall rasch ab; um 06:00 Uhr UTC erklärte Météo-France, dass sich Idai in eine Überlanddepression abgeschwächt hat. Sechs Stunden später gab auch Metéo France die letzte Warnung zu Idai aus.

## Auswirkungen
Die Auswirkungen auf die betroffenen Länder manifestierten sich teils erst in den Tagen nach Vorbeiziehen des Zyklons. Eine Pressesprecherin der Weltorganisation für Meteorologie nannte das Ereignis „eine der schlimmsten durch Wetter verursachten Katastrophen, die jemals die Südhalbkugel getroffen haben“. Laut Angaben der Weltbank belaufen sich die Schäden auf rund zwei Milliarden US-Dollar.

### Malawi

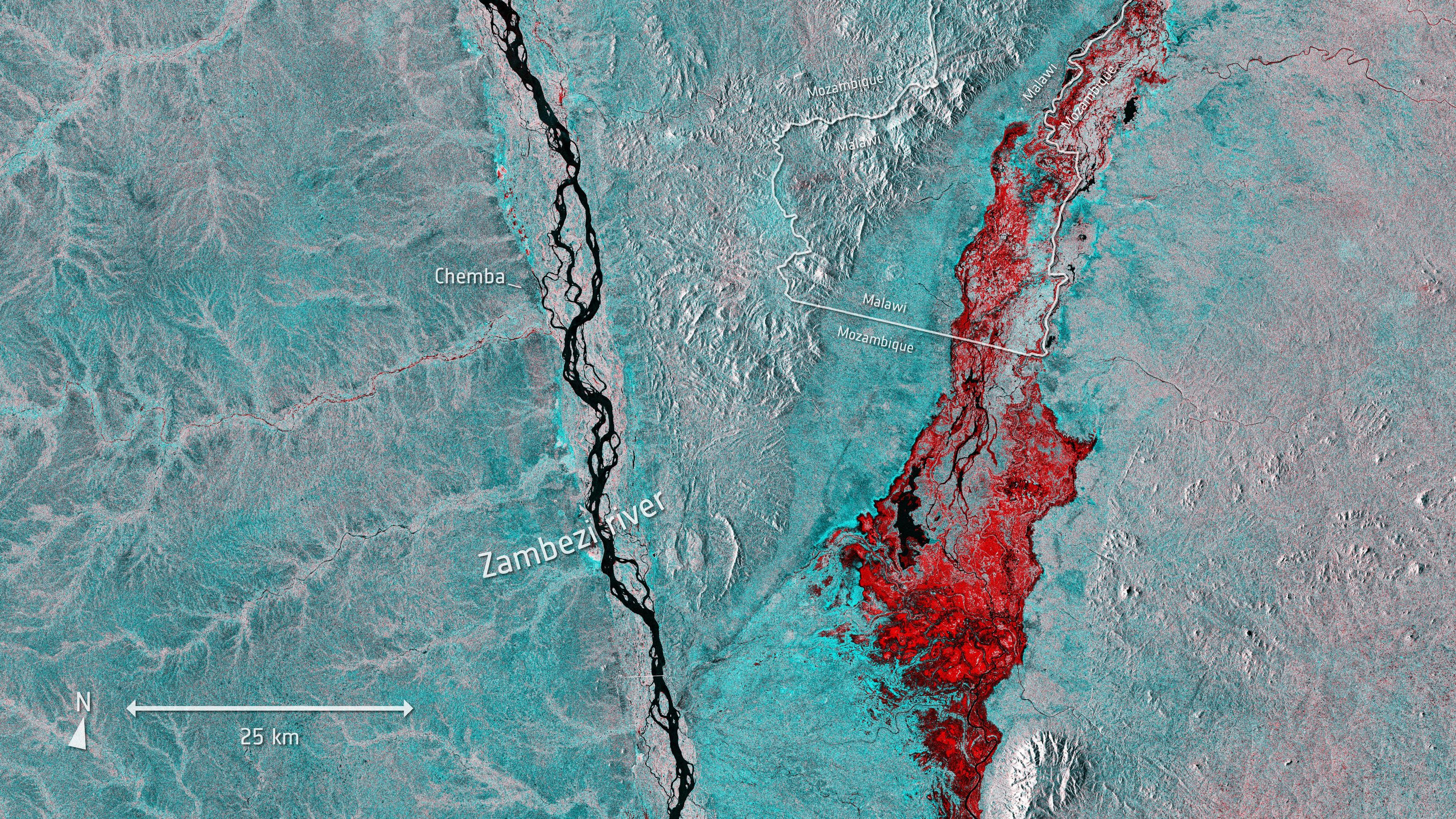
Satelliten-Ansicht der Grenzregion zwischen Mosambik und Malawi; die überschwemmten Bereiche sind rot markiert (Überlagerung zweier Aufnahmen vom 2. und 20. März)

Der Zyklon löste bereits als tropische Depression schwere Überflutungen in Malawi und Mosambik aus. In Malawi wurden 60 Personen als tot gemeldet, und 672 weitere wurden durch die Auswirkungen der Überschwemmungen verletzt. Rund 420.000 Tonnen Mais – zwölf Prozent der für den April erwarteten Erntemenge – gingen verloren. Viele Anbauflächen wurden verwüstet. Bereits die Dürrekatastrophe 2015/2016 hatte für große Schäden in der Landwirtschaft gesorgt.

### Mosambik

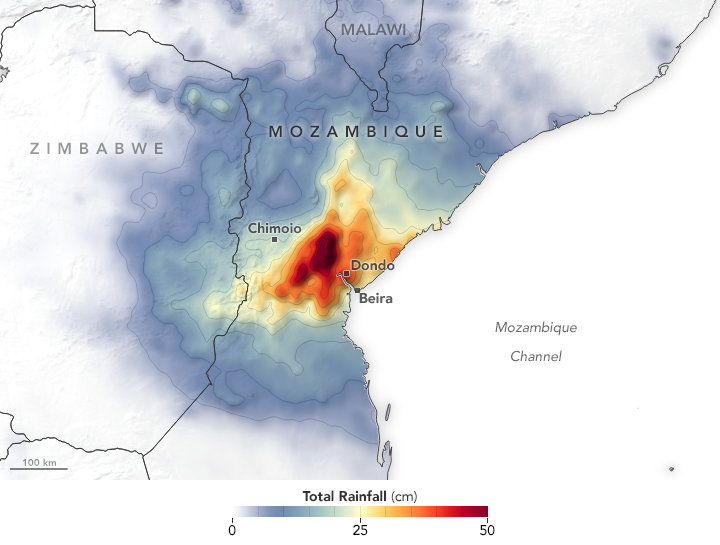
Niederschläge durch Zyklon Idai (nach dem Landfall am 15. März)

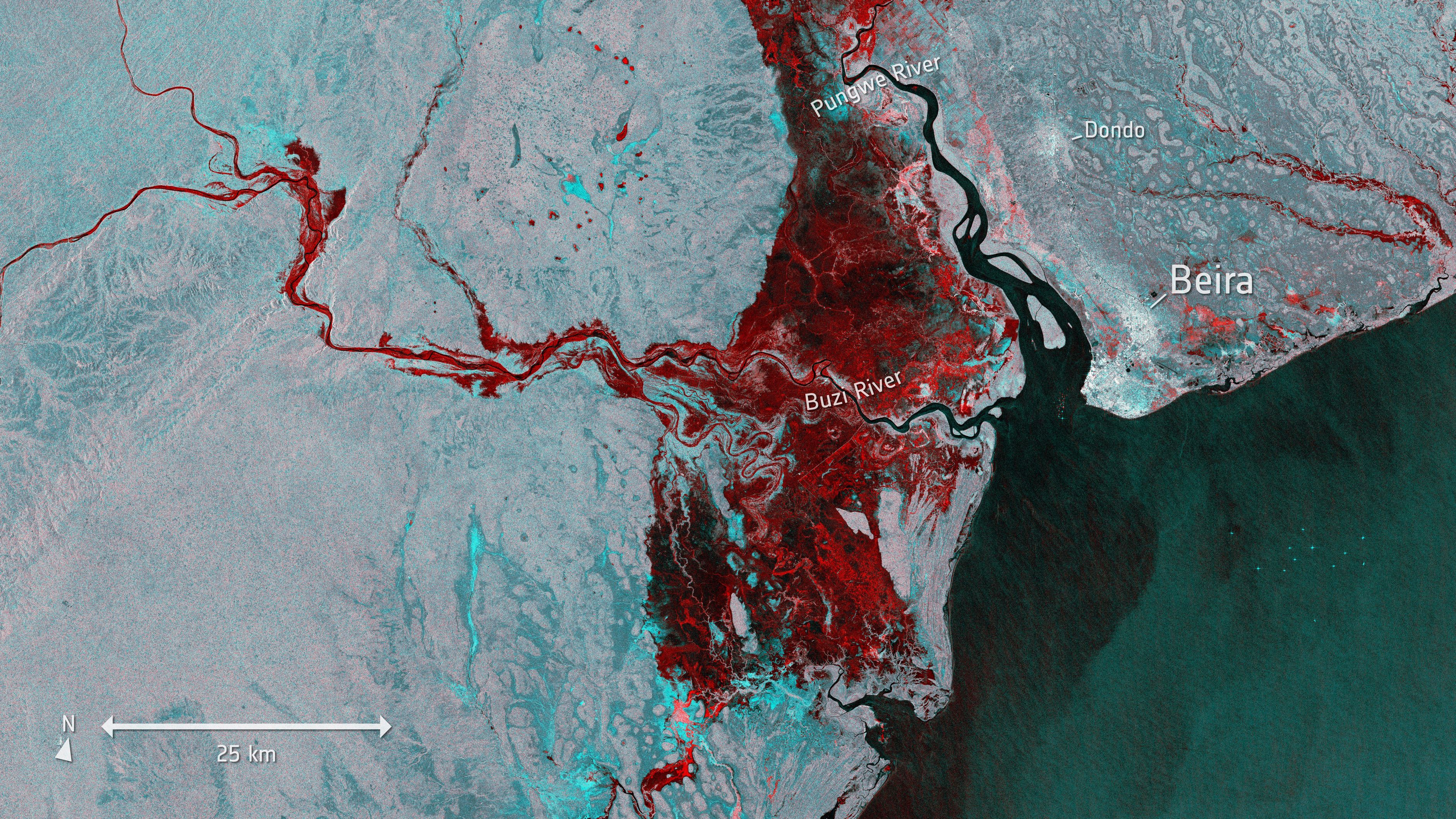
Satelliten-Ansicht der zentralen Region Mosambiks vom 19. März, die überschwemmten Bereiche sind rot markiert

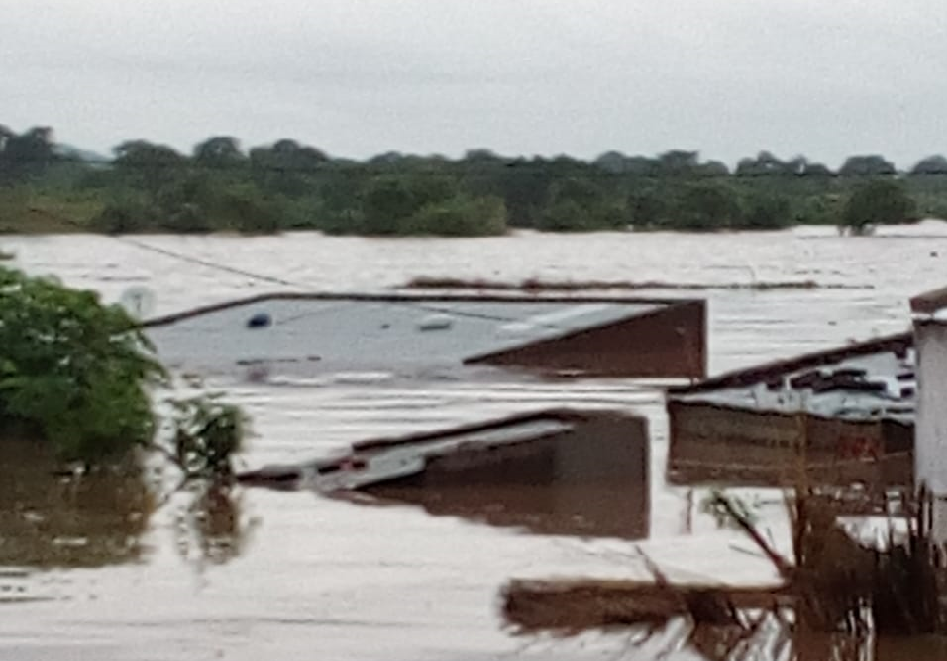
Überschwemmte Häuser in Tete, Mosambik

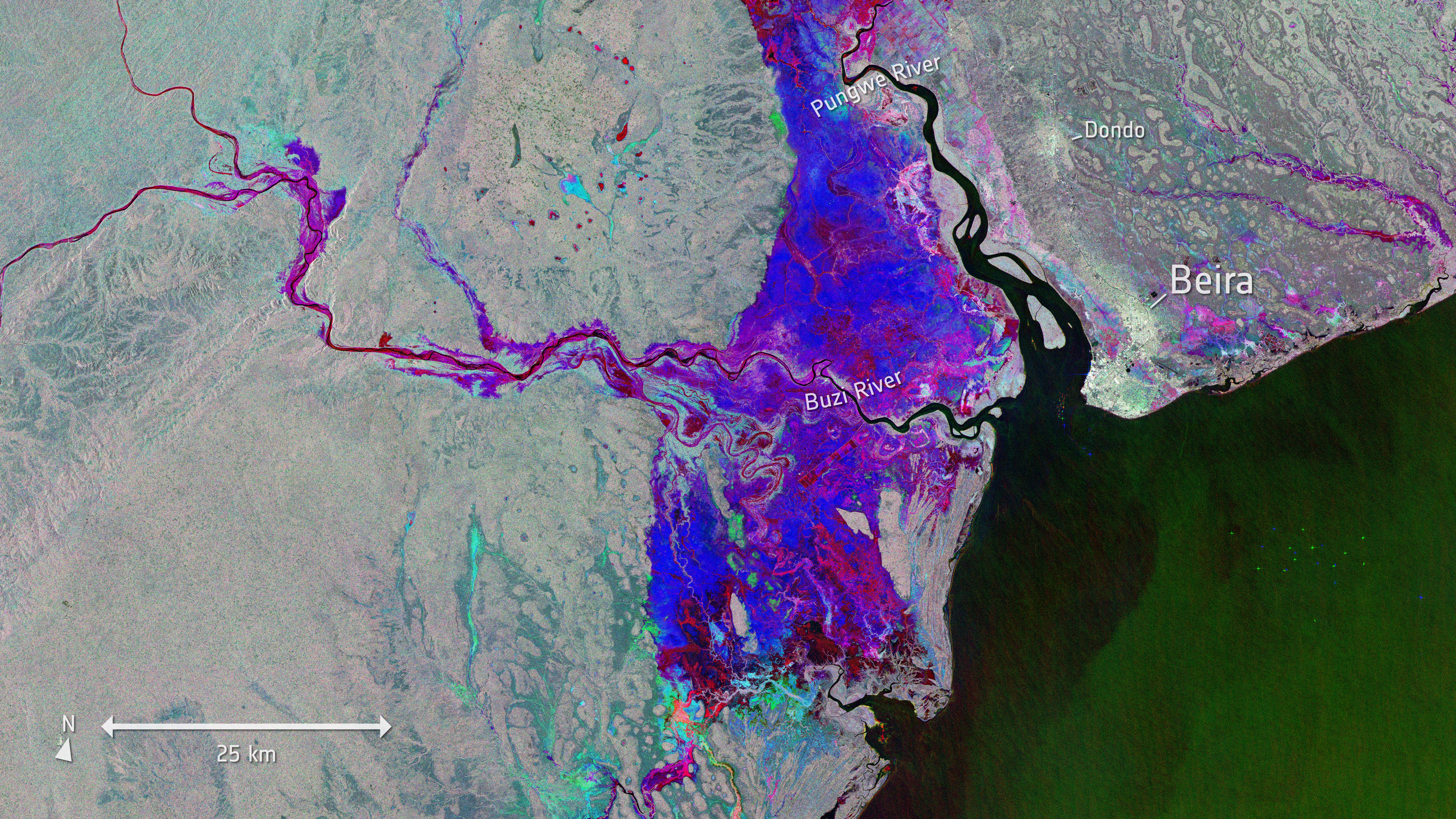
Überlagerte Satelliten-Aufnahmen vom 13., 19. und 25. März; rot markierte Gebiete waren am 25. März weiter überschwemmt

In Mosambik wurden durch die tropische Depression mindestens 66 Personen getötet, rund 141.000 Bewohner waren demnach von den Überschwemmungen betroffen. Nach dem erneuten Landfall von Idai wurde die Zahl der betroffenen Mosambikaner auf über 1,7 Millionen geschätzt, am 24. März wurden insgesamt 446 Tote gemeldet. Am 2. April wurden die Opferzahlen mit 598 Toten und 1641 Verletzten angegeben, am 10. April wurden über 600 Tote gemeldet.
Die Lage in der mosambikanischen Hafenstadt Beira blieb lange unklar, weil Kommunikationsverbindungen und Straßen dorthin unterbrochen waren. Der Präsident von Mosambik Filipe Nyusi sprach nach einem Besuch im Katastrophengebiet von bis zu 1000 Toten. Die Großstadt Beira ist nach Angaben einer Nachrichtenagentur zu 90 Prozent zerstört. Am 19. März gingen Schätzungen von rund 400.000 Obdachlosen aus, am 23. März wurde eine Zahl von 600.000 Obdachlosen genannt.
Nach der Einschätzung eines IFRC-Vertreters ist das Maß der Zerstörung in der Stadt Beira enorm. Die 530.000 Bewohner der Stadt und die Menschen in der Umgebung befinden sich in einem weitgehend zerstörten Umfeld. Das betrifft auch die Straßen und Kommunikationsverbindungen, was zur Unerreichbarkeit betroffener Orte führte. Am 17. März brach ein Staudamm auf Grund der lang anhaltenden Niederschlagsmengen und zerstörte die letzte funktionsfähige Straße nach Beira. Weitere Dammanlagen sind ebenfalls von Zerstörungen betroffen oder befinden sich an der oberen Kapazitätsgrenze. Durch weitere heftige Regenfälle und überlaufende Staudämme stiegen die Wasserstände auch Tage nach dem Durchzug des Zyklons. Rund 15.000 Menschen verharrten noch am 21. März auf Bäumen oder Dächern und warteten auf Hilfe. Durch die Folgen der Naturkatastrophe sind nach Einschätzung des mosambikanischen Umweltministers Celso Correia weitere Todesfälle zu befürchten. Rund 230.000 Häuser wurden zerstört oder schwer beschädigt.
Im Einzugsgebiet des Flusses Búzi westlich von Beira entstand in zuvor dicht besiedeltem Gebiet ein See von 125 Kilometern Länge, 25 Kilometern Breite und elf Metern Tiefe. Auch das Gebiet um den Fluss Pungwe wurde weiträumig überflutet.
Am 23. März 2019 wurden erste Fälle von Cholera gemeldet. Am 24. März konnte Beira erstmals wieder auf der Straße erreicht werden; auch andernorts sank das Wasser langsam. Bis zum 2. April war die Anzahl der bestätigten Cholerafälle auf über 1400 angestiegen, am Folgetag begann eine Impfaktion gegen die Cholera, für die 900.000 Portionen Impfstoff bereitstanden. Am 12. April war die Zahl der bestätigten Cholerafälle auf rund 3500 angewachsen; etwa 750.000 Menschen wurden bis dahin geimpft. Bis zum 15. April wurden 5897 Fälle gemeldet, die Zahl der Neuerkrankungen war aber erstmals rückläufig. Insgesamt blieb es bei acht Choleratoten.
Auch ein Jahr nach dem Auftreten des Wirbelsturms wird noch um langfristige Unterstützung für rund 190.000 Notleidende gebeten.

### Simbabwe
Im Osten Simbabwes wurden bis zum 10. April über 340 Tote gemeldet, vor allem in der Region um die Stadt Chimanimani sowie in Chipinge. Im Land wurden Häuser vom Sturm weggerissen und Brücken zerstört. Die Folgen gleichen nach Worten des Verteidigungsministers Perrance Shiri einer intensiven Kriegseinwirkung. Die Unterspülungen von Straßen erzeugten Dolinen in diesen und zerrissene Brückenbauwerke. Die größten Zerstörungen gab es durch riesige Sturzfluten in Chimanimani. Soldaten retteten Schüler und Lehrer in einer von den Wetterereignissen isolierten Schule. Die ersten landesweiten Rettungsversuche durch das simbabwische Militär mit Hubschraubern wurden durch die anhaltend schlechte Wetterlage behindert. Unter anderem wurden in dem betroffenen Gebiet 200 km² Ackerland, 48 Schulen, 95 % der Straßen und zehn Straßenbrücken zerstört.
Nach Angaben des Welternährungsprogramms der Vereinten Nationen (WFP) sind in Simbabwe rund 922.000 Menschen auf Hilfe angewiesen. Der finanzielle Bedarf für die Nothilfe wird von den Vereinten Nationen mit 294 Millionen US-Dollar angegeben.

### Energieversorgungslage in Südafrika
Durch die Sturmeinwirkungen wurde die HGÜ Cahora Bassa, die einen erheblichen Stromexport nach Südafrika gewährleistet, schwer beschädigt; mehrere Pylone sind davon betroffen. Nach ersten Einschätzungen eines Technikers von Electricidade de Moçambique seien ein Pylon der HGÜ umgestürzt und vier oder fünf leicht beschädigt. Der Schaden könnte jedoch größer sein. Die Inspektionen werden durch zerstörte Straßen und Brücken behindert und verzögert. Die Gleichstromlieferungen vom Kraftwerk der Cahora-Bassa-Talsperre wurden in der Folge dieser Ereignisse unterbrochen und die Umspannanlagen in Apollo bei Johannesburg liegen still. Dadurch fehlt dem südafrikanischen Netz eine Einspeiseleistung von 1150 Megawatt, worüber in Verantwortung der Eskom auch Industrieanlagen in Mosambik versorgt werden. Für die Eskom bedeutet diese Situation eine kurzfristige Herausforderung, weil sie ohnehin angestiegene Stromverbräuche nur schwer ausgleichen konnte.

## Weltweite und nationale Reaktionen
Zur Finanzierung von Hilfsaktionen wurde zu Spenden aufgerufen. Zahlreiche Organisationen gaben finanzielle Soforthilfen oder stellten Personal für Rettungsaktionen. Ein Sprecher des WFP rief zu Spenden in Höhe von 120 Millionen US-Dollar auf, um die Notleidenden in Mosambik drei Monate lang versorgen zu können. Die Vereinten Nationen erhöhten diesen Wert Anfang April auf 251 Millionen Euro.
Die südafrikanische Außenministerin Lindiwe Sisulu rief Bürger und Unternehmen zur verstärkten humanitären Hilfe für betroffene Unwetteropfer in den Ländern Malawi, Mosambik und Simbabwe auf. Südafrika entsandte bereits am 16. März Experten aus seinen Streitkräften nach Mosambik, um mögliche Unterstützungsmaßnahmen zu sondieren. Seither finden kontinuierlich Rettungs- und Unterstützungsmaßnahmen durch das südafrikanische Militär statt.
In Portugal, der ehemaligen Kolonialmacht Mosambiks, erregten vor allem die Schäden durch den Zyklons in Mosambik große Aufmerksamkeit und Anteilnahme. Das Land entsandte schnell Hilfskräfte des portugiesischen Zivilschutzes (Proteção Civil), aber auch des Portugiesischen Militärs und Polizeikräfte der GNR, von denen einige bereits beim Hochwasser in Mosambik 2000 vor Ort eingesetzt worden waren. Am 21. März 2019 verabschiedete Portugals Staatspräsident Marcelo Rebelo de Sousa persönlich die erste C-130-Transportmaschine der Portugiesischen Luftwaffe mit u. a. Marine- und Heeressoldaten, zehn Booten, einer medizinischen Einsatzgruppe und satellitengestützten Kommunikationseinheiten. Weitere Transportflüge folgten, darunter eine Feldklinik und Personal des portugiesischen Notfalldienstes INEM. Insbesondere im stark betroffenen Distrikt Búzi nahe Beira wurden als erstes Nahrungsmittel verteilt und Wasser aufbereitet, darunter eine erste Anlage, die 300 Liter Trinkwasser in der Stunde liefert. Danach wurde die Hilfe stetig ausgeweitet. Am 26. März gab der portugiesische Staatssekretär für Zivilschutz bei seinem Aufenthalt in Beira bekannt, dass die angelaufene portugiesische Hilfe für Mosambik zeitlich vorerst unbegrenzt bleibt und solange anhalten soll, wie mosambikanische Kommunen um Hilfe und Zusammenarbeit ersuchen.
Die Indische Marine entsandte unverzüglich drei Schiffe nach Beira, um Nothilfe leisten zu können. Am 25. März kündigten auch die US-Streitkräfte an, Schiffe und Hubschrauber als Hilfeleistung zu entsenden.
Das deutsche Technische Hilfswerk stellte in Beira Anlagen zur Trinkwasserbereitung zur Verfügung. Am 12. April gab der deutsche Entwicklungshilfeminister Gerd Müller die Überweisung von 50 Millionen Euro für eine Erstversorgung und den Wiederaufbau der Infrastruktur in den drei betroffenen Ländern bekannt. Das entsprechende private Spendenvolumen in Deutschland belief sich zum gleichen Zeitpunkt auf mehr als 17 Millionen Euro.
Osttimor spendete Mosambik finanzielle Hilfen in Höhe von einer Million US-Dollar.
Innerhalb Mosambiks wird das Katastrophengebiet ebenfalls unterstützt. Aus dem Großraum Maputo wurden 1500 Tonnen Hilfsmittel in das Gebiet um Beira gebracht.
Am 31. Mai 2019 begann eine zweitägige internationale Geberkonferenz. Mosambik schätzte die Schäden durch die Zyklone Idai und Zyklon Kenneth, der das Land wenige Wochen später traf, auf insgesamt 3,2 Milliarden US-Dollar. Die internationalen Hilfen erreichten bis zur Konferenz etwa ein Drittel der zugesagten Hilfen. Auf der Konferenz wurden Hilfen von 1,2 Milliarden US-Dollar zugesagt.